# موجة جاما

موجة جاما هي مخطط للذبذبات العصبية يقع ترددها بين 25 و140 هرتز، ويتميز تردد 40 هرتز بكونه مثيرا للاهتمام. ويرتبط نظم موجات جاما بنشاط شبكة الدماغ واسعة النطاق  وظواهر معرفية مثل الذاكرة العاملة، الانتباه، والمجموعات الإدراكية، ويمكن زيادة سعتها عن طريق التأمل أو التنبيه العصبي. وقد تم رصد موجة جاما الواعية عن طريق العديد من حالات الاضطراب المعرفي والمزاجى كأمراض آلزهايمر والصرع والفصام.

## اكتشافها
يمكن الكشف عن أمواج جاما عن طريق تخطيط أمواج الدماغ وتخطيط الدماغ المغناطيسي. ويعد التخطيط الذي تم على القشرة البصرية لقرود يقظة هي واحدة من أقدم التقارير عن نشاط موجة جاما، وبالتالي تم التركيز على نشاط موجة جاما في القشرة البصرية في النشاط البحثي الجاد.
كما تم تتبع ودراسة نشاط موجة جاما في كل من مناطق القشرة الدماغية الآتية: القشرة أمام حركية، الفص الجداري، الفص الصدغي، والفص الجبهي. تشكل موجات جاما درجة ثابتة من النشاط التذبذبي في الخلايا العصبية للعقد القشرية القاعدية المهادية. هذا النشاط يعكس التغذية الأمامية للإتصالات بين مناطق المخ المختلفة، على عكس موجة ألفا التي تقدم التغذية الراجعة لنفس المناطق. واظهرت ذبذبات جاما ربطا بين إشارات الخلايا العصبية المفردة، غالبا في الخلايا المثبطة، أثناء جميع مراحل دائرة اليقظة والنوم، فيظهر نشاط موجة جاما بوضوح أثناء الانتباه واليقظة. ومع ذلك تظل الآلية والركيزة التي من خلالها يساعد نشاط جاما على إيجاد حالات مختلفة من الوعي غير معروفة.

### رأي معارض
يشكك بعض الباحثين في صدق أو مغزى نشاط موجة جاما الذي يظهر في تخطيط أمواج الدماغ عن طريق فروة الرأس لأن حزمة الترددات الناتجة عنها تتداخل مع حزمة ترددات تخطيط كهربائية العضل. لذلك، فإن تسجيلات إشارات جاما يمكن إفسادها عن طريق النشاط العضلي. كما أكدت الدراسات التي استندت على احداث شلل موضعي للعضلة وجود اشارات عضلية متداخلة مع تخطيط الدماغ ويمكن تتبع هذه الإشارات في الحركات الديناميكية كرمش العين أو أنشطة حركية أخرى متضمنة الرأس. وقد تم اقتراح إحراز تقدم في تجهيز الإشارات والفصل بينها، مثل تطبيق تحليل المكونات المستقلة أو تقنيات أخرى تستند إلى التصفية المكانية، وذلك لتقليل وجود الموجات العضلية المخادعة.

## وظيفتها

### الإدراك الواعي
يمكن ان تساهم موجات جاما في تكوين الإدراك الحسي الموحد والمترابط المعروف أيضا بمشكلة الإدخال ضمن إشكالية الدمج لتزامن إشاراتهم العصبية عبر مناطق المخ المختلفة. وطرح افتراض أن موجات جاما ذات التردد 40 هرتز تشارك في تكوين الإدراك البصري لأول مرة في عام 1988 حيث اصدر عصبان غير مرتبطان بشكل مباشر ذبذبات متزامنة عندما حفز مصدر خارجي مجالات الاستقبال لكل منهما، تلتها العديد من التجارب التي توضح هذه الظاهرة بشكل أوسع على الإدراك البصري، من أهمها افتراضية عام 1990 لكل من فرانسيس كريك وكريستوف كوخ اللذان زعما أن هناك علاقة قوية بين إشكالية الدمج والإدراك البصري، ونتيجة لذلك فقد زعما أيضا أن ذبذبات التردد 40 هرتز المتزامنة لها علاقة بالوعي والدمج البصري. ولكن فيما بعد أبدى العالمان شكهما حول كفاية تذبذبات التردد40 هرتز كشرط للوعي البصري.
و قام رودولفو ليناس بالعديد من التجارب التي تدعم فرضية أن أساس الإدراك في حالتي النوم واليقظة هو تذبذبات الموجة 40 هرتز التي تحدث في شكل نشاط قشر مهادي متتابع ومتكرر خلال الغشاء القشري. وقدم ليناس بحثين تحت عنوان«الموجة 40 هرتز تحدد مرحلة الحلم في الإنسان»(رودولفو ليناس ويروس ريباري، تقرير الأكاديمية الوطنية للعلوم، الولايات المتحدة الأمريكية، 90:2078-2081، 1993) و «عن الحلم واليقظة»(ليناس وبير، 1991) وفيهما يفترض أن الترابط في حدث إدراكي واحد يمكن أن يحدث من خلال الجمع المتزامن بين النشاط المحدد وغير المحدد للموجة 40 هرتز على طول المحور الشعاعي للعناصر القشرية، وأنه قد تم تعديل الرنين عن طريق جذع الدماغ حيث تقوم المدخلات الحسية بتزويدها بالمحتوى في حالة اليقظة وفي حالة النشاط الداخلي أثناء الحلم.وفقا لذلك تم تقديم التذبذبات 40 هرتز الظاهرة في حالتي اليقظة والحلم كاقتراح بكونها مرتبطة بالوعي وناتجة عن رنينها المترابط بين عقد قشرية مهادية محددة وغير محددة، فيما يعرف باسم الفرضية الحوارية للوعي في العقد القشرية المهادية. ويفترض المؤلفان في بحثهما «ايناس وريباري» (1993) أن العقد المحددة تمدنا بالمحتوى الإدراكي أما العقد غير المحددة فتقوم بالربط المؤقت المطلوب لتكوين الوحدة للتجربة المعرفية.
أما أندرياس ك. إنجل وأخرون، فقد كتبوا مقالا صحفيا رائدا تحت عنوان «الوعي والإدراك»(1999) يناقش كون التزامن المؤقت هو أساس الوعي، ويعرف موجة جاما:
«الفرضية هي أن تزامن التصريف العصبي يمكن أن يخدم في دمج الخلايا العصبية الموزعة في مجموعات الخلايا وأن هذه العملية قد تكمن وراء اختيار المعلومات ذات الصلة الحسية والسلوكية»

### الانتباه
الألية المقترحة هي ارتباط موجات جاما بالوعي العصبي عن طريق آلية الملاحظة الواعية:
الإجابة المقترحة تكمن في الموجة التي تنشأ في العقد المهادية وتقوم بعمل مسح للمخ من الأمام إلى الخلف 40 مرة في الثانية الواحدة، راسمة  دوائر عصبية مختلفة متوافقة مع أساسها جاذبة هذا الأساس نحو طليعة سيكلوجية الانتباه. فإذا تأذت تلك العقد المهادية، ولو بقدر قليل، توقفت تلك الموجة ولا يتشكل الإدراك الواعي ويدخل المريض في غيبوبة شديدة.
فهذه الفرضية تقضي بأنه حين تهتز هذه التجمعات العصبية معا أثناء تلك الفترات العابرة للإشارات المتزامنة  فإنها تساعد على تحويل الذكريات والروابط من المنظور البصري إلى مفاهيم أخرى، مما يوجد مصفوفة موزعة من العمليات المعرفية لإحداث فعل معرفي مترابط ومتناسق مثل الإدراك، الأمر الذي أدى إلى ظهور نظريات تنص على ارتباط موجات جاما بحل مشكلات الدمج.
ينظر إلى موجات جاما بأنها تذبذبات عصبية من الإشارات البصرية في المحفزات الشعورية ولا شعورية. ويلقي هذا البحث الضوء أيضا على كيفية شرح التذبذبات العصبية للصدى التصادفي في الجهاز العصبي.

## التجارب السريرية

### اضطرابات المزاج
يصاحب نشاط موجة جاما المتغير اضطرابات مزاجية مثل الاضطراب الإكتئابي أو الاضطراب ثنائي القطب، وربما يكون واسما حيويا محتملا للتمييز بين الاضطراب أحادي القطب وثنائي القطب. فعلى سبيل المثال أظهر الأفراد موضع الاختبارات والذين يعانون من اكتئاب حاد إشارات متباينة لموجة جاما عند أدائهم مهام عاطفية أو مكانية أو حسابية. كما لوحظ تزايد إشارات جاما في مناطق المخ المشاركة في شبكة الوضع الافتراضي والتي عادة ما تكون خامدة أثناء المهامات التي تتطلب انتباها شديدا.

### الفصام
يظهر في الفصام نشاط قليل لموجة جاما، بالتحديد تقل سعة الاهتزاز للموجة كما يحدث في التزامن بين مناطق الدماغ المختلفة الخاضعة لدراسات التخطيط البصري وعلم النفس الجيشتالتي، فالأشخاص الذين يعانون من الفصام يظهرون نتائج سيئة عند القيام بتلك المهام التي ترتبط بالإدراك والذاكرة المعرفية المستمرة. ويعتقد أن الأساس العصبي البيولوجي المتسبب في الخلل الوظيفي لموجة جاما والمؤدي للفصام يكمن في العصبونات البينية للعامل المؤثر على الناقل العصبي جابا (حمض الجاما أمينوبيوتيريك) المرتبط بشبكات توليد إيقاع الموجات بالدماغ. ولا تعيد الأدوية المضادة للذهان تزامن موجة جاما لمعدلها الطبيعي بالرغم من قدرتها على تقليل بعض الأعراض السلوكية للفصام.

### الصرع
رصدت ذبذبات جاما في أغلب نوبات الصرع ويمكن أن تكون هي سبب حدوثها. المحفزات البصرية مثل الشبكات الكبيرة عالية التباين المعروفة بقدرتها على إحداث نوبة الصرع  تعمل أيضا على إحداث تذبذبات جاما في القشرة البصرية. اثناء النوبات البؤرية يتم دائما رصد أقصى تزامن لإيقاع موجة جاما في العصبونات البينية في منطقة بداية النوبة، وينتشر التزامن من نقطة بداية النوبة إلى منطقة النوبة بأكملها.

## وصلات خارجية
- http://www.epilepsyhealth.com/biofeedback.html 'A Sampling from Chapter 3' Biofeedback, Neurofeedback and Epilepsy, Sally Fletcher (2005)
- http://scienceblogs.com/developingintelligence/2009/06/26/gamma-insight-and-consciousnes/ A summary of recent research. 2009-06-26.